# Mela Koehler-Broman
Melanie (Mela) Leopoldina Koehler-Broman, född 18 november 1885 i Wien, död 15 december 1960 i Stockholm var en österrikisk-svensk målare, illustratör, kostymtecknare och medarbetare vid Wiener Werkstätte.
Hon var dotter till disponenten Alexander Koehler. Koehler-Broman studerade konst i två år vid Malschule Hohenberger och för Koloman Moser och Bertold Löffler vid Wiener Kunstgewerbeschule i Wien 1908-1912 samt under studieresor till Paris, Tyskland och London. Efter studierna arbetade hon som fri konstnär innan hon fick anställning vid Wiener Werkstätte där hennes arbetsuppgift var att skapa vykort, modeillustrationer och illustrering av sagoböcker. Hon arbetade 1916-1917 vid operan i Hannover där hon tillsammans med Fanny van der Verlde skapade teaterdräkter. Hon flyttade till Sverige 1931 och gifter sig ett år senare med en svensk i Stockholm. Här fick hon bland annat uppdrag att rita kostymer för Oscarsteatern i Stockholm och hon medverkade i konstutställningar på Liljevalchs konsthall med kostymskisser. Hennes konst består av figurkompositioner i akvarell samt personporträtt av kvinnor och barn. Vid sidan av sitt eget skapande illustrerade hon böcker och skapade vykort med motiv från Fredmans epistlar samt ritade kostymer för teater och balettuppsättningar. Bland de svenska böcker hon illustrerade märks Sommarresan av Astrid Wigardt och den egna boken När mormor var liten. 